# Mezopeltidium
Mezopeltidium (łac. mesopeltidium) – część prosomy niektórych pajęczaków.
U rozłupnogłowców i głaszczkochodów mezopeltidia to dwie płytki (skleryty) położone na piątym segmencie prosomy, za propeltidium. U głaszczkochodów płytki te są zredukowane i położone po bokach segmentu.
U solfug jako mezopeltidium określany może być cały piąty segment prosomy, który łączy się ruchomo z poprzedzającym go propeltidium i znajdującym się za nim metapeltidium, lub tylko jego grzbietowa część. W pierwszym przypadku na mezopeltidium osadzone są odnóża kroczne trzeciej pary.